# 上艾瑟尔领地
上艾瑟尔领地是一个曾存在于1528年-1798年之间的政治实体，位于今荷兰德伦特省与上艾瑟尔省境内，因位于舊艾瑟爾河流域而得名。1528年，海尔德战争结束后，哈布斯堡家族神圣罗马帝国皇帝查理五世从乌德勒支主教区主教手中购买了该地区，设立上艾瑟尔领地建制。八十年战争期间，上艾瑟尔领地一度被西班牙占领，但最后又回归荷兰共和国控制。荷兰共和国期间，上艾瑟尔领地是荷兰共和国的七省之一。巴达维亚革命爆发后，经过大革命的法国在荷兰成立傀儡政权巴达维亚共和国，上艾瑟尔领地的建制废除。